# Chrást nad Sázavou (przystanek kolejowy)
Chrást nad Sázavou – przystanek kolejowy w miejscowości Chrást nad Sázavou, w kraju środkowoczeskim, w Czechach. Znajduje się na wysokości 275 m n.p.m.
Jest zarządzany przez Správę železnic. Na przystanku nie ma możliwości zakupu biletu, a obsługa podróżnych odbywa się w pociągu.

## Linie kolejowe
- 210 Praha - Vrané nad Vltavou - Čerčany